# Pulp (roman)
Pour les articles homonymes, voir Pulp.
Pulp est le dernier roman de Charles Bukowski, publié en 1994, juste avant sa mort.
Il appartient à la littérature de gare. 

## Résumé
Le protagoniste, Nick Belane, est un personnage autobiographique par certains aspects : dur à cuire, alcoolique, amoureux des femmes, amateur de courses de chevaux, violent et solitaire.
À la différence d'autres romans de Bukowski, le narrateur n'est pas Henry Chinaski. Au lieu de cela, le roman suit le détective privé Nicky Belane qui traque l'auteur classique français Céline et le Moineau écarlate. Selon la quatrième de couverture, Louis-Ferdinand Céline n'est pas mort en 1961 : on l'a aperçu à Los Angeles. Et une pulpeuse créature, qui n'est autre que la Mort en personne, charge un "privé" minable, Nick Belane, de le retrouver : "Je veux m'offrir, dit-elle, le plus grand écrivain français."
Ce roman retrace cette enquête échevelée, parsemée de réflexions à propos de la mort et de la vie,
jalonnée de saoûleries et de cadavres, d'autant plus compliquée que le malheureux Belane doit aussi retrouver le Moineau écarlate et pister une nommée Cindy qui roule en Mercedes rouge... 

## Publication en France
- Pulp, traduit par Gérard Guégan, Paris, Grasset, 1995 ; réédition, Paris, LGF, coll. « Le Livre de poche » no 14197, 1997 ; Paris, 10/18, coll. « Littérature étrangère » no 5597, 2020  (ISBN 978-2-264-07655-7)[1]